# The Wiz (soundtrack)
The Wiz is de originele soundtrack van de verfilming uit 1978 van de Broadway-musical The Wiz.

## Achtergrond
Hoewel de film voor Universal Pictures werd geproduceerd door de filmdivisie van Motown Records, werd het soundtrackalbum uitgegeven op MCA Records als een collectie van twee LP's (Universal was destijds eigendom van MCA Inc.). The Wiz-soundtrack, voornamelijk geproduceerd door Quincy Jones, bevat niet-gesynchroniseerde (niet vergrendelde) castoptredens van de sterren van de film, waaronder Diana Ross, Michael Jackson, Nipsey Russell, Ted Ross, Mabel King, Theresa Merritt, Thelma Carpenter en Lena Horne.
De soundtrack, met de hitsingle "Ease on Down the Road", was succesvoller dan de film zelf, die een commerciële en kritische mislukking was. Het werd in de Verenigde Staten door de RIAA als goud gecertificeerd. Het deed het ook goed in sommige Europese gebieden, zoals Nederland, waar "A Brand New Day" een verrassende nummer één-hit werd in de Nederlandse Top 40.

## Tracklijst
Alle nummers geschreven door Charlie Smalls, tenzij anders vermeld.

| Nr. | Titel                                                                                  | Artiest(en)                                                  | Duur |
| --- | -------------------------------------------------------------------------------------- | ------------------------------------------------------------ | ---- |
| 1.  | Main Title (Overture, Part One)                                                        | Instrumentaal                                                | 2:36 |
| 2.  | Overture (Part Two)                                                                    | Instrumentaal                                                | 1:57 |
| 3.  | The Feeling That We Had                                                                | Theresa Merritt & Chorus                                     | 3:26 |
| 4.  | Can I Go On? (geschreven door Quincy Jones, Nickolas Ashford & Valerie Simpson)        | Diana Ross                                                   | 1:56 |
| 5.  | Glinda's Theme                                                                         | Instrumentaal                                                | 1:10 |
| 6.  | He's the Wizard                                                                        | Thelma Carpenter & Chorus                                    | 4:09 |
| 7.  | Soon As I Get Home / Home                                                              | Diana Ross                                                   | 4:04 |
| 8.  | You Can't Win                                                                          | Michael Jackson                                              | 3:14 |
| 9.  | Ease on Down the Road #1                                                               | Diana Ross & Michael Jackson                                 | 3:55 |
| 10. | What Would I Do If I Could Feel?                                                       | Nipsey Russell                                               | 2:18 |
| 11. | Slide Some Oil to Me                                                                   | Nipsey Russell                                               | 2:51 |
| 12. | Ease on Down the Road #2                                                               | Diana Ross, Michael Jackson & Nipsey Russell                 | 1:31 |
| 13. | I'm a Mean Ole Lion                                                                    | Ted Ross                                                     | 2:24 |
| 14. | Ease on Down the Road #3                                                               | Diana Ross, Michael Jackson, Nipsey Russell & Ted Ross       | 1:26 |
| 15. | Poppy Girls Theme (geschreven door Anthony Jackson)                                    | Instrumental (Jones)                                         | 3:27 |
| 16. | Be a Lion                                                                              | Diana Ross, Michael Jackson, Nipsey Russell & Ted Ross       | 4:04 |
| 17. | End of the Yellow Brick Road                                                           | Instrumentaal                                                | 1:01 |
| 18. | Emerald City Sequence (muziek: Jones, tekst: Smalls)                                   | Chorus                                                       | 6:44 |
| 19. | So You Wanted to See the Wizard                                                        | Richard Pryor - (gesproken dialoog)                          | 2:46 |
| 20. | Is This What Feeling Gets? (Dorothy's Theme) (muziek: Jones, tekst: Ashford & Simpson) | Diana Ross - (vocale versie die niet in film wordt gebruikt) | 3:21 |
| 21. | Don't Nobody Bring Me No Bad News                                                      | Mabel King & Chorus                                          | 3:03 |
| 22. | A Brand New Day (geschreven door Luther Vandross)                                      | Diana Ross, Michael Jackson, Nipsey Russell & Ted Ross       | 7:49 |
| 23. | Believe in Yourself (Dorothy)                                                          | Diana Ross                                                   | 2:55 |
| 24. | The Good Witch Glinda                                                                  | Instrumentaal                                                | 1:09 |
| 25. | Believe in Yourself (Reprise)                                                          | Lena Horne                                                   | 2:15 |
| 26. | Home (Finale)                                                                          | Diana Ross                                                   | 4:03 |

## Personeel
- Michael Brecker – Saxofoon [Tenor]
- Eric Gale – Gitaar
- Jerome Richardson – Saxofoon
- Richard Tee – Piano
- Toots Thielemans – Mondharmonica